# Dasyses archipis
Dasyses archipis är en fjärilsart som beskrevs av László Anthony Gozmány. Dasyses archipis ingår i släktet Dasyses och familjen äkta malar. Inga underarter finns listade i Catalogue of Life.